# Robert Culp
Robert Culp (n. 16 august 1930, Oakland, California, SUA – d. 24 martie 2010, Los Angeles, California, SUA) a fost un actor american de film și TV, care a jucat și în filme de gen western (exemplu: Bonanza).

## Filmografie selectivă
- 1957 Alfred Hitchcock Presents (Sezonul 2 episodul 33: "A Man Greatly Beloved") – Clarence
- 1957–1959 Trackdown (serial TV) (71 de episoade) – Hoby Gilman
- 1957–1960 Dick Powell's Zane Grey Theatre (serial TV) (3 episoade)
  - (Sezonul 1 episodul 27: "Badge of Honor") (1957) – Hoby Gilman
  - (Sezonul 4 episodul 26: "Calico Bait") (1960) – Deputy Sam Applegate
  - (Sezonul 5 episodul 12: "Morning Incident") (1960) – Shad Hudson
- 1960 Outlaws (serial TV) (Sezonul 1 episodul 1: "Thirty a Month") – Sam Yadkin
- 1960 The Westerner (serial TV) (Sezonul 1 episodul 10: "Line Camp") – Shep Prescott
- 1960–1962 The Rifleman (serial TV) (2 episoade)
  - (Sezonul 2 episodul 19: "Hero") (1960) – Colly Vane
  - (Sezonul 4 episodul 20: "The Man from Salinas") (1962) – Dave Foley
- 1961 Hennesey (serial TV) (Sezonul 2 episodul 15: "The Specialist") – Dr. Steven Gray
- 1961 Rawhide (serial TV) (Sezonul 3 episodul 12: "Incident at the Top of the World") – Craig Kern
- 1961 The Detectives Starring Robert Taylor (serial TV) (Sezonul 2 episodul 23: "Bad Apple") – Herbert Sanders
- 1961 87th Precinct (serial TV) (Sezonul 1 episodul 1: "The Floater") – Curt Donaldson
- 1961 Bonanza (serial TV) (Sezonul 3 episodul 6: "Broken Ballad") – Ed Payson
- 1961 Target: The Corruptors! (serial TV) (Sezonul 1 episodul 10: "To Wear a Badge") – Meeker
- 1963 Empire (serial TV) (Sezonul 1 episodul 18: "Where the Hawk is Wheeling") – Jared Mace
- 1963 PT 109 – Ensign George 'Barney' Ross
- 1963 Duminică la New York (Sunday in New York), regia Peter Tewksbury
- 1963 The Alfred Hitchcock Hour (Sezonul 2 episodul 10: "Good-Bye, George") – Harry Lawrence
- 1963–1964 The Outer Limits (serial TV) (3 episoade)
  - (Sezonul 1 episodul 3: "The Architects of Fear") (1963) – Allen Leighton
  - (Sezonul 1 episodul 9: "Corpus Earthling") (1963) – Dr. Paul Cameron
  - (Sezonul 2 episodul 5: "Demon with a Glass Hand") (1964) – Trent
- 1964 Rhino! – Dr. Jim Hanlon
- 1964 The Man from U.N.C.L.E. (serial TV) (Sezonul 1 episodul 4: "The Shark Affair") – Captain Shark
- 1964 Gunsmoke (serial TV) (Sezonul 10 episodul 8: "Hung High") – Joe Costa
- 1965–1968 I Spy (serial TV) (82 episoade) – Kelly Robinson / Chuang Tzu
- 1968 Get Smart (serial TV) (Sezonul 3 episodul 25: "Die, Spy") – Waiter (nemenționat)
- 1969 Bob & Carol & Ted & Alice – Bob Sanders
- 1970 ITV Saturday Night Theatre (serial TV) (Sezonul 2 episodul 39: "Married Alive") – Colonel Peter Jardine
- 1970 The Name of the Game (serial TV) (2 episoade) – Paul Tyler
  - (Sezonul 3 episodul 3: "Cynthia is Alive and Living in Avalon")
  - (Sezonul 3 episodul 8: "Little Bear Died Running")
- 1971 Hannie Caulder – Thomas Luther Price
- 1971 See the Man Run (film TV) – Ben Taylor
- 1971–1990 Columbo (serial TV) (4 episoade)
  - (Sezonul 1 episodul 2: "Death Lends a Hand") (1971) – Investigator Brimmer
  - (Sezonul 2 episodul 3: "The Most Crucial Game") (1972) – Paul Hanlon
  - (Sezonul 3 episodul 4: "Double Exposure") (1973) – Dr. Bart Kepple
  - (Sezonul 10 episodul 1: "Columbo Goes to College") (1990) – Jordan Rowe
- 1972 Hickey & Boggs (regizor) – Frank Boggs
- 1972 What's My Line? (serial TV)
- 1973 A Cold Night's Death (film TV) – Robert Jones
- 1973 A Name for Evil – John Blake
- 1973 Shaft (serial TV) (Sezonul 1 episodul 1: "The Enforcers") – Marshall Cunningham
- 1973 Outrage (film TV) – Jim Kiler
- 1973 Match Game (serial TV) – rolul său - Team Captain
- 1974 Houston, We've Got a Problem (film TV) – Steve Bell
- 1974 The Castaway Cowboy – Calvin Bryson
- 1975 A Cry for Help (film TV) – Harry Freeman
- 1975 Inside Out – Sly Wells
- 1975-1979 Police Story (serial TV) (3 episoade)
  - (Sezonul 2 episodul 14: "Year of the Dragon: Part 1") (1975) – Detectivul John Darrin
  - (Sezonul 2 episodul 15: "Year of the Dragon: Part 2") (1975) – Detectivul John Darrin
  - (Sezonul 6 episodul 1: "A Cry for Justice") – Sergeant Price
- 1976 Sky Riders – Jonas Bracken
- 1976 Breaking Point – Frank Sirrianni
- 1976 The Great Scout & Cathouse Thursday – Jack Colby
- 1976 Flood! (TV movie, Irwin Allen Production) – Steve Brannigan
- 1976 Silver Streak – FBI Agent (nemenționat)
- 1977 Spectre (film TV) – William Sebastian
- 1979 Hot Rod (film TV) – T. L. Munn
- 1979 Goldengirl – Steve Esselton
- 1980 The Dream Merchants (miniserial TV) (2 episoade) (Episodul 1 și episodul 2) – Henry Farnum
- 1981–1983 The Greatest American Hero (serial TV) (44 episoade) – Bill Maxwell
- 1983 National Lampoon's Movie Madness – Paul Everest (segment "Success Wanters")
- 1985 Turk 182 – Mayor Tyler
- 1986 Murder, She Wrote (serial TV) (Sezonul 2 episodul 12: "Murder by Appointment Only") – Norman Amberson
- 1986 The Gladiator (film TV) – Lieutenant Frank Mason
- 1986 The Blue Lightning (film TV) – Lester Mclnally
- 1986 Combat High – General Woods
- 1987 The Cosby Show (serial TV) (Sezonul 3 episodul 23: "Bald and Beautiful") – Scott Kelly
- 1987 Matlock (serial TV) (2 episoade) – Robert Irwin
  - (Sezonul 2 episodul 5: "The Power Brokers: Part 1")
  - (Sezonul 2 episodul 6: "The Power Brokers: Part 2")
- 1987 Highway to Heaven (serial TV) (Sezonul 3 episodul 21: "Parent's Day") – Ronald James
- 1987 Big Bad Mama II – Daryl Pearson
- 1989 Pucker Up and Bark Like a Dog – Gregor
- 1989 Who's the Boss? (serial TV) (Sezonul 6 episodul 12: "Gambling Jag") – Jason
- 1990 The Golden Girls (serial TV) (Sezonul 5 episodul 17: "Like the Beep Beep Beep of the Tom Tom") – Simon
- 1991 Timebomb – Mr. Phillips
- 1993 The Pelican Brief – The President of The United States
- 1994 The Nanny (serial TV) (Sezonul 1 episodul 20: "Ode the Barbra Joan") – Stewart Babcock
- 1994 Wings (serial TV) (Sezonul 6 episodul 10: "The Wrong Stuff") – 'Ace' Galvin
- 1995 Panther – Charles Garry
- 1995 Xtro 3: Watch the Skies – Major Guardino
- 1995 Walker, Texas Ranger (serial TV) (Sezonul 3 episodul 16: "Trust No One") – Lyle Pike
- 1996 Spionul Dandana (Spy Hard), regia Rick Friedberg – ca om de afaceri
- 1996–2004 Everybody Loves Raymond (serial TV) (11 episoade) – Warren Whelan
- 1997 Most Wanted – Dr. Donald Bickhart
- 1998 Conan the Adventurer (serial TV) (Sezonul 1 episodul 14: "Red Sonja") – King Vog
- 1998 Holding the Baby (serial TV) (Sezonul 1 episodul 3: "Guess Who's Not Coming to Dinner")
- 1998 Wanted – Father Patrick
- 1998-1999 The Secret Files of the Spy Dogs (serial TV) (13 episoade) – Agent Three (voce)
- 1999 Unconditional Love – Karl Thomassen
- 1999 "Guilty Conscience" by Eminem (music video) – narator
- 2000 Innocents – Judge Winston
- 2000 Newsbreak – Judge McNamara
- 2000 Chicago Hope (serial TV) (Sezonul 6 episodul 18: "Devoted Attachment") – Benjamin Quinn
- 2000 Running Mates (film TV) – Senator Parker Gable
- 2001 Farewell, My Love – Michael Reilly
- 2001 Hunger – Chief
- 2003 The Dead Zone (serial TV) (Sezonul 2 episodul 9: "The Man Who Never Was") – Jeffrey Grissom
- 2004 The Almost Guys – Colonelul
- 2004 Half-Life 2 (joc video) – Dr. Wallace Breen (voce)
- 2005 Santa's Slay – Grandpa Yuleson
- 2006 Half-Life 2: episodul One (joc video) – Dr. Wallace Breen (voce)
- 2007 Robot Chicken (serial TV) (Sezonul 3 episodul 7: "Yancy the Yo-Yo Boy") – Bill Maxwell / Sheriff of Nottingham (voce)
- 2010 The Assignment – Blakesley (ultimul rol de film)

## Legături externe
- Robert Culp la Internet Movie Database